# Castello delle Pietre
Il castello delle pietre o castrum lapidum è, con le torri federiciane, uno dei due castelli medievali di Capua sopravvissuti e in buona parte leggibili nelle strutture originarie.

## Ubicazione e proprietà
Il castello oggi si colloca quasi al centro del centro storico di Capua, lungo via Andreozzi, nei pressi del tracciato urbano della via Appia. La proprietà è dello Stato Italiano che di recente ne ha trasferito la titolarità dal Ministero dell'Interno al Ministero della Cultura.

## Resti archeologici e riuso di materiali antichi
Il nome dell'edificio deriva proprio dal riuso di grandi blocchi di calcare, le pietre molto regolari per tradizione prelevate dall'anfiteatro romano di Capua. L'intero basamento in calcare bianco sembra essere di reimpiego, probabilmente proveniente dall'anfiteatro di Santa Maria Capua Vetere. Nel paramento murario sono incastrati alcuni frammenti decorativi, un blocco con rilievi figurati e un frammento di epigrafe dedicatoria ("FIER").

## Descrizione e struttura
Il castello oggi si presenta come una massiccia struttura edilizia a pianta ad L con il braccio lungo rivolto verso il centro città e quello corto ortogonalmente disposto verso est, non visibile dall'esterno perché delimita il cortile (a giardino) dal giardino della casa privata vicina. Si è a ragione ipotizzato che il castello sorse a cavallo delle mura longobarde di Capua. Nonostante non ci siano prove archeologiche, probabilmente la struttura originaria del recinto era quadrangolare (forse quadrata) a corte chiusa con altre tre torri angolari.
Le ali oggi scomparse forse furono abbattute in occasione della costruzione dei bastioni rinascimentali, verso il 1568. In quel contesto la porta urbana (detta del castello o di san Giovanni), prima guardata direttamente dal castello, fu spostata (1561) sul nuovo ricinto bastionato.

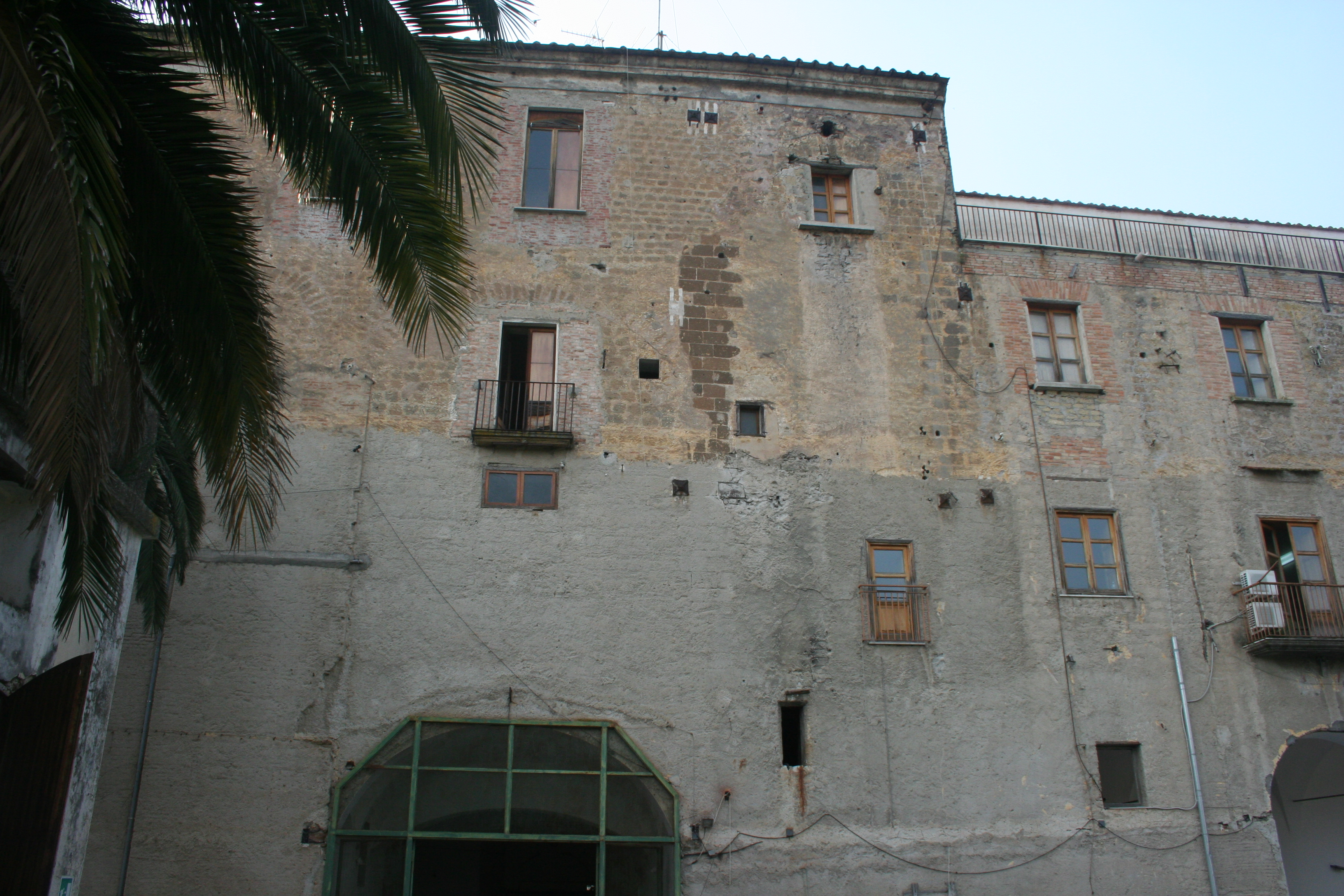
Capua castello delle pietre, facciata sul cortile

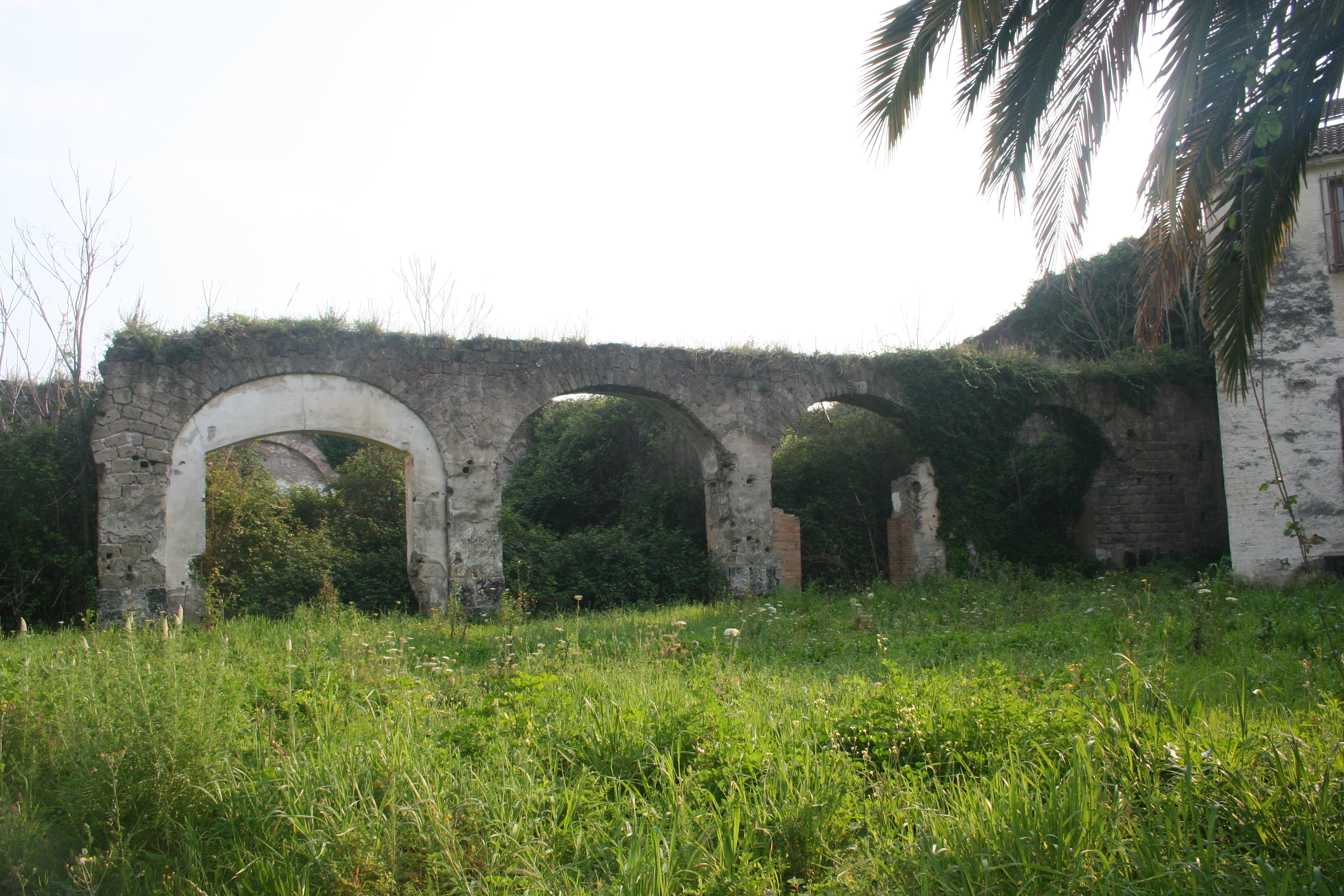
Capua castello delle pietre, cortile

L'ala principale ha una lunga facciata verso la città ed è a tre livelli. Il primo e gran parte del secondo livello sono fasciati dai blocchi antichi. La tecnica di riuso dei blocchi prelevati dall'anfiteatro di Capua antica predilesse la realizzazione di filari regolari di elementi in pietra, come nel castello di Fondi.

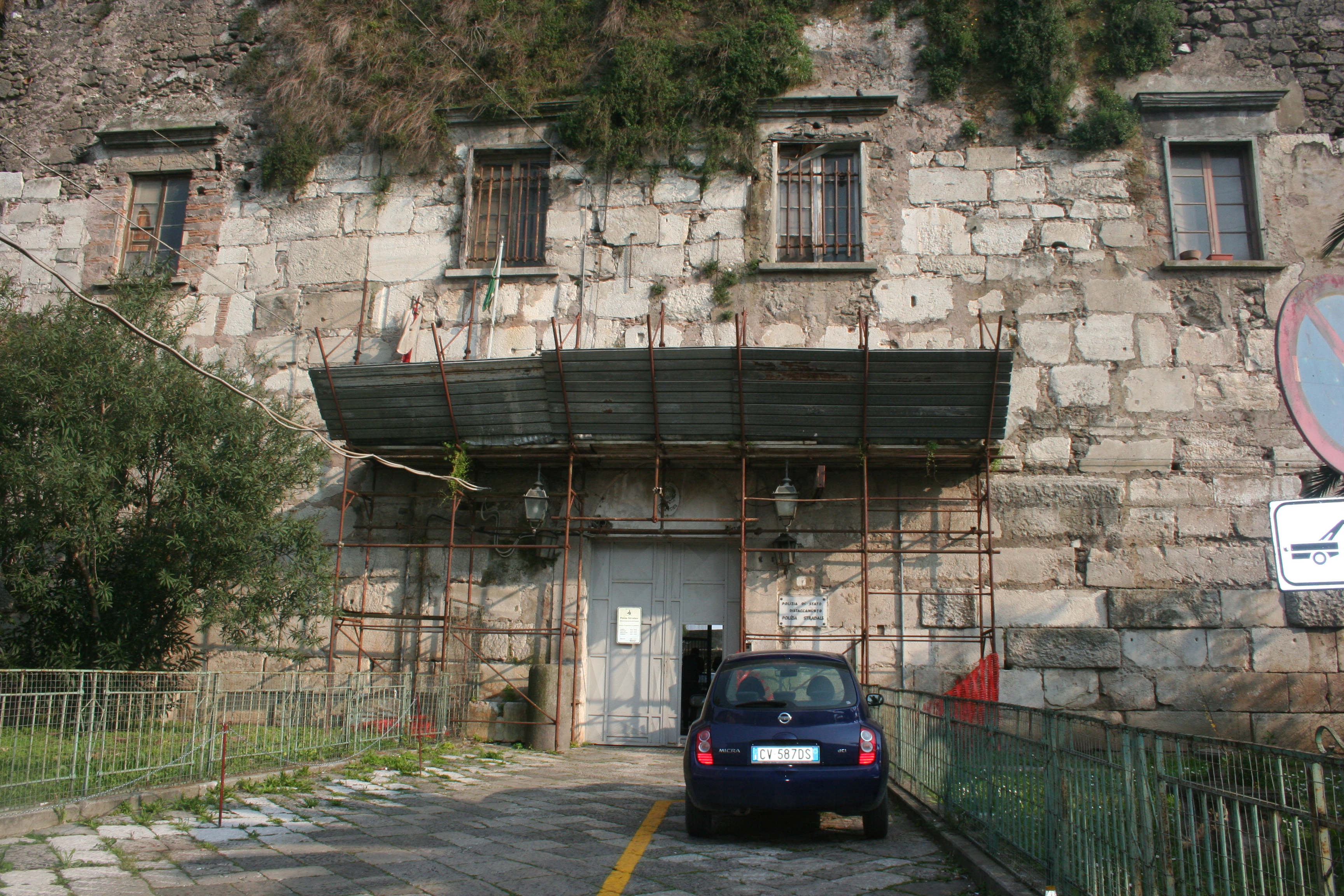
Capua castello delle pietre, facciata

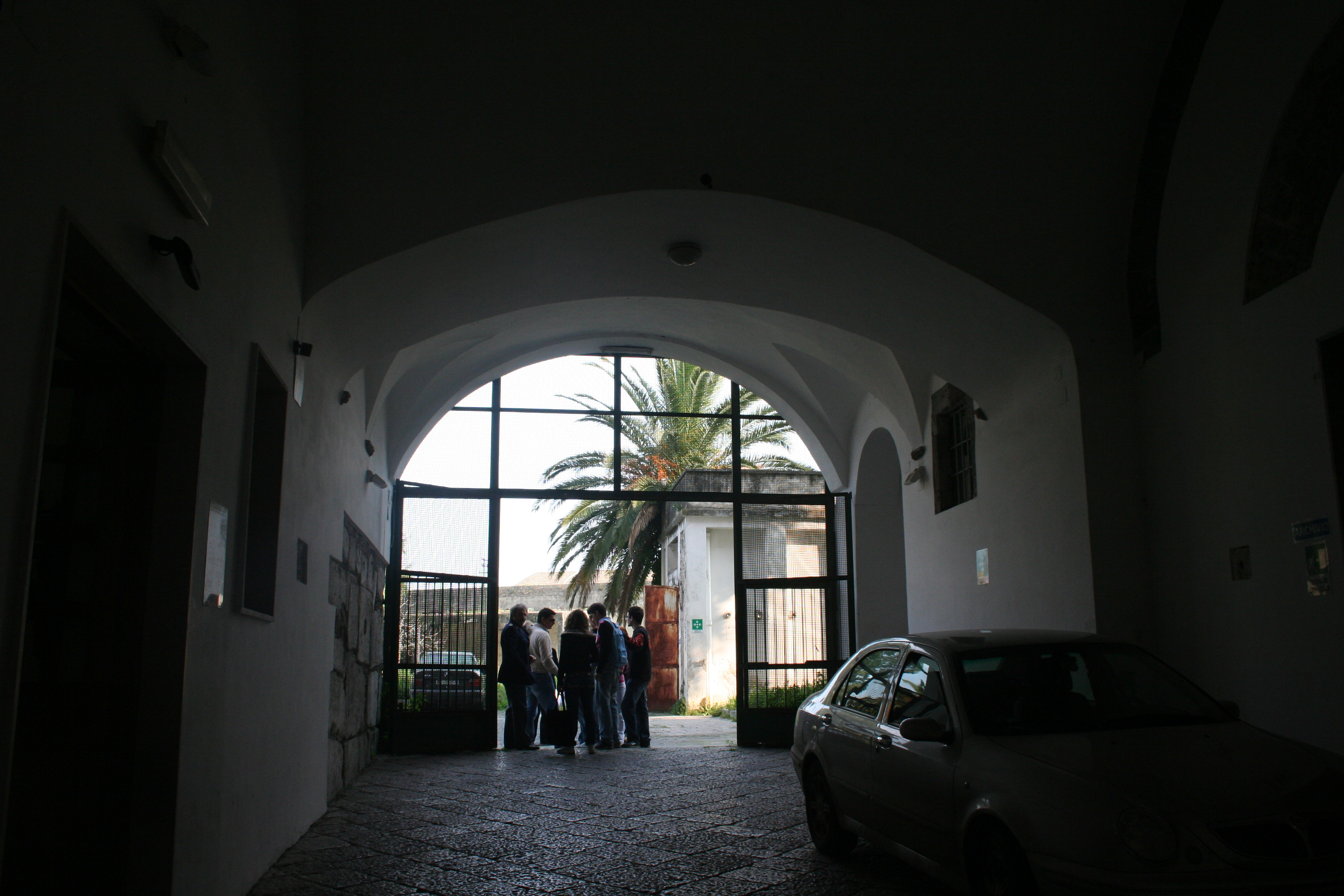
Capua castello delle pietre, atrio

Il piano nobile è in muratura in tufo con blocchi poco regolari. Un terzo livello in muratura con blocchi di tufo regolari (visibile prima dell'intonacatura recente) fu esito di una trasformazione probabilmente ottocentesca, già documentato in disegno del 1812.
Al margine destro della facciata è murata la cornice in tufo di un grande portale archiacuto, di impianto tardogotico (1380 - 1430). Le finestre rettangolari della facciata risalgono all'epoca rinascimentale.
Alla convergenza delle due ali ma molto sporgente dalle cortine murarie si eleva l'imponente mastio, a pianta quadrata.

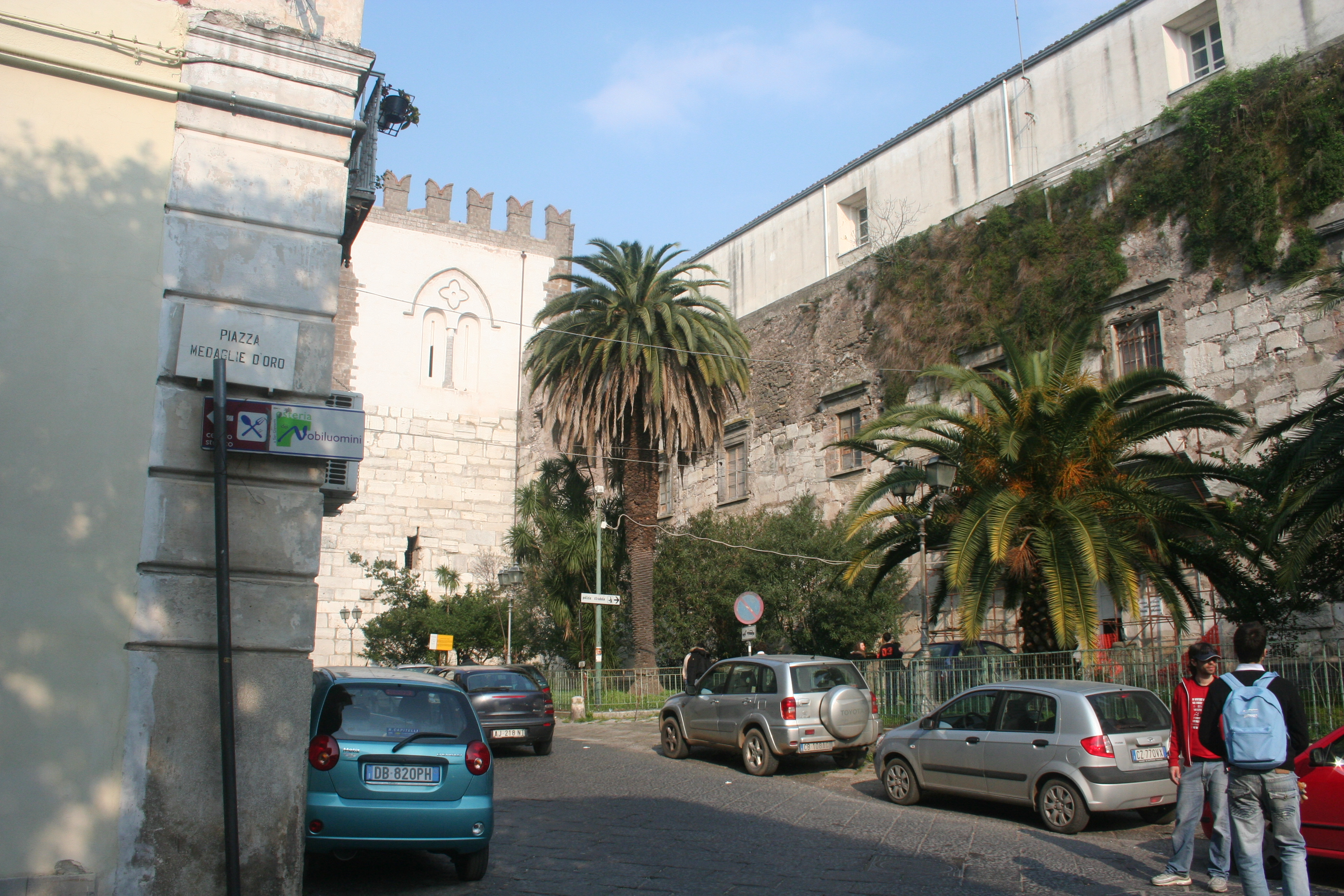
Capua castello delle pietre, facciata verso il mastio

Strette monofore sono presenti sui fronti del primo livello del mastio e sono aperture originali. Al livello inferiore è presente una cisterna. Il livello illuminato dalla monofore ha volte a crociera poggianti anche su un pilatro centrale. Alla sala si accede da un portale quadrato aperto verso l'ala della corte. La terrazza era raggiungibile solo mediante una botola collocata nel centro della volta..
L'alzato del mastio, il suo coronamento merlato e le bifore sono una ricostruzione tardo ottocentesca in stile neogotico.

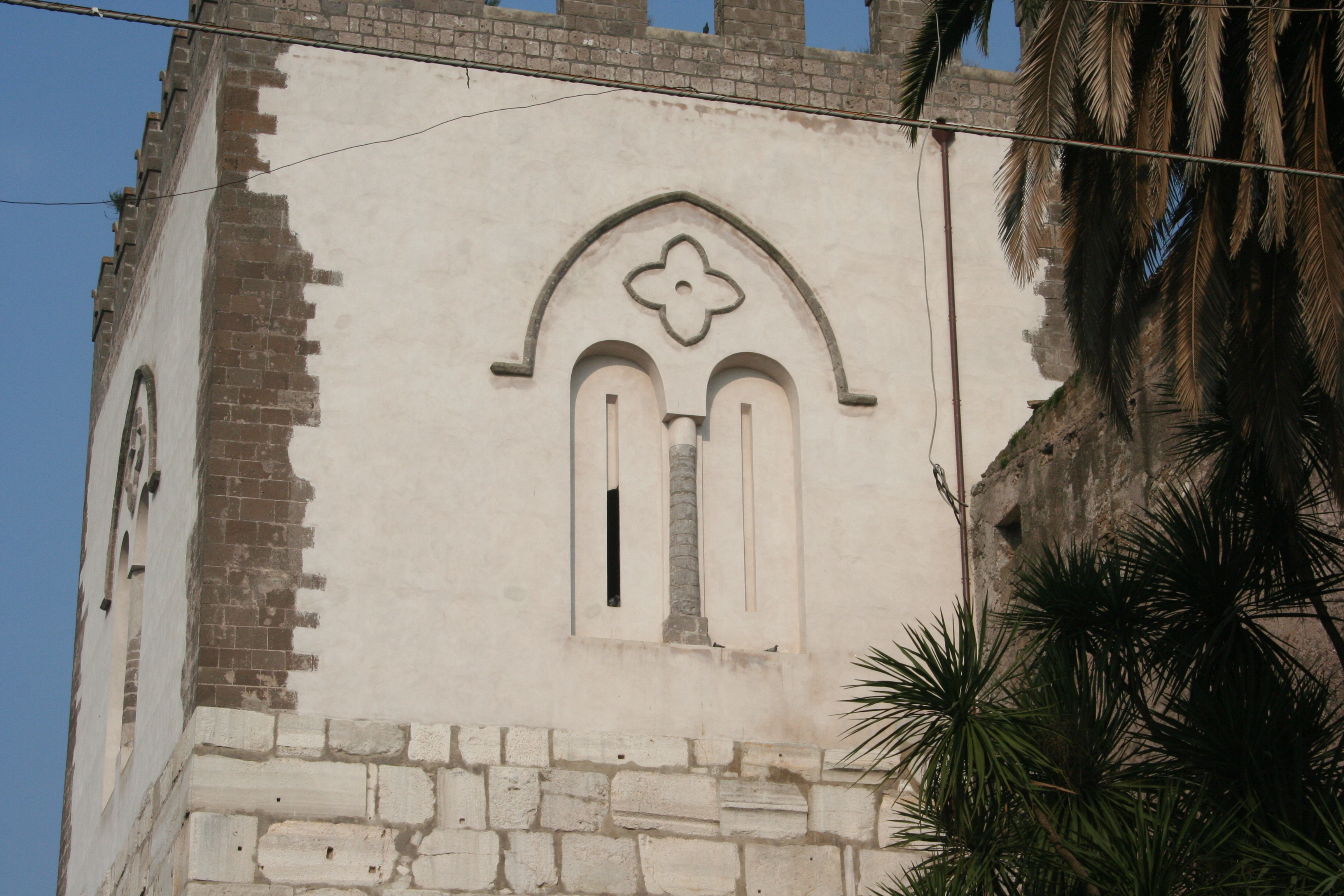
Capua castello delle pietre, la sopraelevazione ottocentesca del mastio

## Origine e datazione
Sulla scorta di un passaggio di Amato di Montecassino, la costruzione dell'edificio è tradizionalmente attribuita a Riccardo Quarrel Drengot, già conte di Aversa e poi principe di Capua che nel 1062 riuscì a sottomettere definitivamente la città. I lavori dovettero concludersi forse entro il 1073.

## Notizie storiche
Una prima notizia dell'esistenza del castello nel 1065 è riferita a Goffredo Malaterra (De rebus gestis Rogerii Calabriae et Siciliae comitis et Roberti Guiscardi ducis fratris eius La prima citazione fu nel 1184 come castellum novum). Nel 1191 la torre massima (maxima turris) vide l'assedio del conte di Acerra, Riccardo d'Aquino contro lo svevo Corrado di Lützelhardt (detto "mosca in cervello).

## La leggenda di Klingsor
Leggenda vuole che nel Castello delle Pietre abitasse il duca e mago Klingsor e che, dopo essere stato evirato dal re di Sicilia avendone insidiata la regina, si trasferisse in Persia e lí creasse un secondo castello, lo Schastel Marveile (Castello Meraviglia), con tanto di giardino incantato: quello di cui narrano il Parzival di Wolfram von Eschenbach e, sei secoli dopo di esso, il Parsifal di Wagner.
Secondo Walter Johannes Stein la figura di Klingsor ricalcherebbe quella – non normanna ma longobarda – del conte e vescovo di Capua Landolfo II, ritratto a fosche tinte stregonesche dallo storico Erchemperto nella sua Historia Langobardorum Beneventanorum. Proprio alla descrizione di Landolfo II fatta da Erchemperto si ispirerebbe l’autore del Parzival (dove il nome del mago non è esattamente Klingsor, quale userà Wagner, bensì Clinschor).
Nello stesso poema tuttavia si dice d’un re di Sicilia, Ibert, e di sua moglie Iblis: ciò avvalora la tesi normanna, giacché il nome «Iblis» è l’anagramma di «Sibil» e Sibilla di Acerra fu moglie di Tancredi, re di Sicilia dal 1189 al 1194; e fu pochi anni dopo la morte di Tancredi che Wolfram di Eschenbach scrisse il suo poema. Da ciò risulterebbe avvalorata l’idea che Klingsor nella fantasia del poeta fosse un duca normanno, e dunque l’identificazione del suo castello capuano con il Castello delle Pietre.